# Niklasdorf
Niklasdorf is een gemeente in de Oostenrijkse deelstaat Stiermarken, en maakt deel uit van het district Leoben.
Niklasdorf telt 2600 inwoners.